# Collegio di Halton
Halton è stato un collegio elettorale situato nel Cheshire, nel Nord Ovest dell'Inghilterra, e rappresentato alla Camera dei comuni del Parlamento del Regno Unito. Eleggeva un membro del parlamento con il sistema first-past-the-post, ossia maggioritario a turno unico; il collegio è stato abolito in occasione della revisione del 2024, e la sua area è stata suddivisa nei due nuovi Widnes and Halewood e Runcorn and Helsby.

## Estensione
- 1983-1997: i ward del borgo di Halton di Appleton, Broadheath, Castlefields, Ditton, Farnworth, Grange, Hale, Halton, Halton Brook, Heath, Hough Green, Kingsway, Mersey, Victoria e Weston.
- 1997-2010: i ward del borgo di Halton di Appleton, Broadheath, Ditton, Farnworth, Grange, Hale, Halton, Halton Brook, Heath, Hough Green, Kingsway, Mersey e Riverside.
- 2010-2024: i ward del borgo di Halton di Appleton, Birchfield, Broadheath, Castlefields, Ditton, Farnworth, Grange, Hale, Halton Brook, Halton View, Heath, Hough Green, Kingsway, Mersey e Riverside.

Il collegio di Halton si trovava su entrambi i lati del fiume Mersey, e comprendeva Widnes, la città di Runcorn e il villaggio di Hale.

## Membri del parlamento
| Elezione | Elezione    | Deputato         | Partito          |
| -------- | ----------- | ---------------- | ---------------- |
|          | 1983        | Gordon Oakes     | Laburista        |
| 1997     | Derek Twigg |                  | Laburista        |
|          | 2024        | Collegio abolito | Collegio abolito |

## Elezioni

### Elezioni negli anni 2010
| Partito                    | Partito                                | Candidato                  | Risultati 12 dicembre 2019 | Risultati 12 dicembre 2019 |
| Partito                    | Partito                                | Candidato                  | Voti                       | %                          |
| -------------------------- | -------------------------------------- | -------------------------- | -------------------------- | -------------------------- |
|                            | Laburista                              | Derek Twigg                | 29 333                     | 63,49                      |
|                            | Conservatore                           | Charles Rowley             | 10 358                     | 22,42                      |
|                            | Brexit                                 | Janet Balfe                | 3 730                      | 8,07                       |
|                            | Lib Dem                                | Stephen Gribbon            | 1 800                      | 3,90                       |
|                            | Verdi                                  | David O'Keefe              | 982                        | 2,13                       |
|                            |                                        |                            |                            |                            |
| Iscritti                   | Iscritti                               | Iscritti                   | 71 930                     | 100,00                     |
| ↳ Votanti (% su iscritti)  | ↳ Votanti (% su iscritti)              | ↳ Votanti (% su iscritti)  | 46 203                     | 64,23                      |
| ↳ Astenuti (% su iscritti) | ↳ Astenuti (% su iscritti)             | ↳ Astenuti (% su iscritti) | 25 727                     | 35,77                      |
|                            |                                        |                            |                            |                            |
|                            | Esito: collegio confermato a Laburista |                            |                            |                            |

| Partito                    | Partito                                | Candidato                  | Risultati 8 giugno 2017 | Risultati 8 giugno 2017 |
| Partito                    | Partito                                | Candidato                  | Voti                    | %                       |
| -------------------------- | -------------------------------------- | -------------------------- | ----------------------- | ----------------------- |
|                            | Laburista                              | Derek Twigg                | 36 115                  | 72,93                   |
|                            | Conservatore                           | Matthew Lloyd              | 10 710                  | 21,63                   |
|                            | UKIP                                   | Glyn Redican               | 1 488                   | 3,00                    |
|                            | Lib Dem                                | Ryan Bate                  | 896                     | 1,81                    |
|                            | Indipendente                           | Vic Turton                 | 309                     | 0,62                    |
|                            |                                        |                            |                         |                         |
| Iscritti                   | Iscritti                               | Iscritti                   | 73 468                  | 100,00                  |
| ↳ Votanti (% su iscritti)  | ↳ Votanti (% su iscritti)              | ↳ Votanti (% su iscritti)  | 49 518                  | 67,40                   |
| ↳ Astenuti (% su iscritti) | ↳ Astenuti (% su iscritti)             | ↳ Astenuti (% su iscritti) | 23 950                  | 32,60                   |
|                            |                                        |                            |                         |                         |
|                            | Esito: collegio confermato a Laburista |                            |                         |                         |

| Partito                    | Partito                                | Candidato                  | Risultati 7 maggio 2015 | Risultati 7 maggio 2015 |
| Partito                    | Partito                                | Candidato                  | Voti                    | %                       |
| -------------------------- | -------------------------------------- | -------------------------- | ----------------------- | ----------------------- |
|                            | Laburista                              | Derek Twigg                | 28 292                  | 62,84                   |
|                            | Conservatore                           | Matthew Lloyd              | 8 007                   | 17,78                   |
|                            | UKIP                                   | Glyn Redican               | 6 333                   | 14,07                   |
|                            | Lib Dem                                | Ryan Bate                  | 1 097                   | 2,44                    |
|                            | Verdi                                  | David Melvin               | 1 017                   | 2,26                    |
|                            | Indipendente                           | Vic Turton                 | 277                     | 0,62                    |
|                            |                                        |                            |                         |                         |
| Iscritti                   | Iscritti                               | Iscritti                   | 72 852                  | 100,00                  |
| ↳ Votanti (% su iscritti)  | ↳ Votanti (% su iscritti)              | ↳ Votanti (% su iscritti)  | 45 023                  | 61,80                   |
| ↳ Astenuti (% su iscritti) | ↳ Astenuti (% su iscritti)             | ↳ Astenuti (% su iscritti) | 27 829                  | 38,20                   |
|                            |                                        |                            |                         |                         |
|                            | Esito: collegio confermato a Laburista |                            |                         |                         |

| Partito                    | Partito                                | Candidato                  | Risultati 6 maggio 2010 | Risultati 6 maggio 2010 |
| Partito                    | Partito                                | Candidato                  | Voti                    | %                       |
| -------------------------- | -------------------------------------- | -------------------------- | ----------------------- | ----------------------- |
|                            | Laburista                              | Derek Twigg                | 23 843                  | 57,68                   |
|                            | Conservatore                           | Ben Jones                  | 8 339                   | 20,17                   |
|                            | Lib Dem                                | Frank Harasiwka            | 5 718                   | 13,83                   |
|                            | BNP                                    | Andrew Taylor              | 1 563                   | 3,78                    |
|                            | UKIP                                   | John Moore                 | 1 228                   | 2,97                    |
|                            | Verdi                                  | Jim Craig                  | 647                     | 1,57                    |
|                            |                                        |                            |                         |                         |
| Iscritti                   | Iscritti                               | Iscritti                   | 68 896                  | 100,00                  |
| ↳ Votanti (% su iscritti)  | ↳ Votanti (% su iscritti)              | ↳ Votanti (% su iscritti)  | 41 338                  | 60,00                   |
| ↳ Astenuti (% su iscritti) | ↳ Astenuti (% su iscritti)             | ↳ Astenuti (% su iscritti) | 27 558                  | 40,00                   |
|                            |                                        |                            |                         |                         |
|                            | Esito: collegio confermato a Laburista |                            |                         |                         |

### Elezioni negli anni 2000
| Partito                    | Partito                                | Candidato                  | Risultati 5 maggio 2005 | Risultati 5 maggio 2005 |
| Partito                    | Partito                                | Candidato                  | Voti                    | %                       |
| -------------------------- | -------------------------------------- | -------------------------- | ----------------------- | ----------------------- |
|                            | Laburista                              | Derek Twigg                | 21 460                  | 62,78                   |
|                            | Conservatore                           | Colin Bloom                | 6 854                   | 20,05                   |
|                            | Lib Dem                                | Roger Barlow               | 5 869                   | 17,17                   |
|                            |                                        |                            |                         |                         |
| Iscritti                   | Iscritti                               | Iscritti                   | 64 374                  | 100,00                  |
| ↳ Votanti (% su iscritti)  | ↳ Votanti (% su iscritti)              | ↳ Votanti (% su iscritti)  | 34 183                  | 53,10                   |
| ↳ Astenuti (% su iscritti) | ↳ Astenuti (% su iscritti)             | ↳ Astenuti (% su iscritti) | 30 191                  | 46,90                   |
|                            |                                        |                            |                         |                         |
|                            | Esito: collegio confermato a Laburista |                            |                         |                         |

| Partito                    | Partito                                | Candidato                  | Risultati 7 giugno 2001 | Risultati 7 giugno 2001 |
| Partito                    | Partito                                | Candidato                  | Voti                    | %                       |
| -------------------------- | -------------------------------------- | -------------------------- | ----------------------- | ----------------------- |
|                            | Laburista                              | Derek Twigg                | 23 841                  | 69,16                   |
|                            | Conservatore                           | Chris Davenport            | 6 413                   | 18,60                   |
|                            | Lib Dem                                | Peter Walker               | 4 216                   | 12,23                   |
|                            |                                        |                            |                         |                         |
| Iscritti                   | Iscritti                               | Iscritti                   | 63 715                  | 100,00                  |
| ↳ Votanti (% su iscritti)  | ↳ Votanti (% su iscritti)              | ↳ Votanti (% su iscritti)  | 34 470                  | 54,10                   |
| ↳ Astenuti (% su iscritti) | ↳ Astenuti (% su iscritti)             | ↳ Astenuti (% su iscritti) | 29 245                  | 45,90                   |
|                            |                                        |                            |                         |                         |
|                            | Esito: collegio confermato a Laburista |                            |                         |                         |

## Risultati dei referendum

### Referendum sulla permanenza del Regno Unito nell'Unione europea del 2016
|             | Collegio | Lasciare UE % | Rimanere in UE % |
| ----------- | -------- | ------------- | ---------------- |
|             | Halton   | 57,8%         | 42,2%            |
| Inghilterra | 53,3%    | 46,7%         |                  |
| Regno Unito | 51,9%    | 48,1%         |                  |